# Municipio de Emery
El municipio de Emery (en inglés: Emery Township) es un municipio ubicado en el condado de McCook en el estado estadounidense de Dakota del Sur. En el año 2010 tenía una población de 89 habitantes y una densidad poblacional de 0,96 personas por km².

## Geografía
El municipio de Emery se encuentra ubicado en las coordenadas 43°38′14″N 97°25′6″O / 43.63722, -97.41833. Según la Oficina del Censo de los Estados Unidos, el municipio tiene una superficie total de 93.17 km², de la cual 92,53 km² corresponden a tierra firme y (0,69 %) 0,64 km² es agua.

## Demografía
Según el censo de 2010, había 89 personas residiendo en el municipio de Emery. La densidad de población era de 0,96 hab./km². De los 89 habitantes, el municipio de Emery estaba compuesto por el 98,88 % blancos, el 1,12 % eran isleños del Pacífico. Del total de la población el 7,87 % eran hispanos o latinos de cualquier raza.